# Монтезума II
Монтезума II или Монтесума Шокојоци (1466. — Теночтитлан, 30. јун 1520) био је девети и последњи астечки владар који је изабран 1503. године. Његова владавина је приведена крају доласком шпанских конкистадора на челу са Ернаном Кортесом. Постоји много контрадикторних историјских извора о његовом животу и личности, зато се у ствари мало о њему сигурно зна. Према неким историјским изворима, Монтезума је био врло празноверан човек и веровао је да су шпански конкистадори у ствари потомци бога Кецалкоатла. Ернан Кортес га је потом заробио и покушавао управљати Астецима манипулишући Монтезумом. 1520. године, Астеци су подигли устанак против Шпанаца, и те је године Монтезума убијен. Не зна се да ли је убијен од стране Шпанаца или Астека.
Монтезума се родио у Теночтитлану, данашњем граду Мексику. Његово име на наватл језику значи „онај који се љути као краљ“. Током његове владавине држава Астека је достигла свој врхунац. Монтезума је ратовањем проширио територија царства и инкорпорирао народе Јопи и Запотек у царство. Имао је осам кћери и једанаест синова. Кроз брак са краљицом Тлапализквихохцин од Екатепека, једном од његове две жене, он је такође био и краљевски супруг алтепетла, иако је мало људи у Мексику знало за ову политичку улогу, чак и на његовом двору.
Први контакт између аутохтоних цивилизација Мезоамерике и Европљана догодио се током његове владавине, а он је убијен у почетним фазама шпанског освајања Астечког царства, када су се конквистадор Ернан Кортес и његови људи борили да заузму престоницу Астека Теночтитлан. Током његове владавине, Астечко царство достигло је највећу величину. Путем ратовања, Монтезума је проширио територију на југ чак до Ксоконоска у Чијапасу и превлаке Техуантепека, и инкорпорирао народ Запотека и Јопија у царство. Он је променио претходни меритократски систем друштвене хијерархије и проширио поделу између пипилтина (племића) и мацехуалтина (народа) забрањујући обичним људима да раде у краљевским палатама.
Иако су друга два астечка владара наследила Монтезуму након његове смрти, њихова владавина је била краткотрајна и царство је брзо пропало под њиховом контролом. Историјски прикази Монтезуме су углавном били обојени његовом улогом владара поражене нације, а многи извори су га описали као слабовољног, сујеверног и неодлучног. Међутим, прикази његове личности међу његовим савременицима су подељени; неки га приказују као једног од највећих вођа које је Мексико имао, великог освајача који је дао све од себе да одржи своју нацију на окупу у време кризе, док га други приказују као тиранина који је желео да преузме апсолутну контролу над целим царством. Прича о њему остаје један од најпознатијих освајачких наратива из историје европског контакта са Индијанцима, а помиње се или приказује у бројним делима историјске фантастике и популарне културе.

## Име
Наватлски изговор његовог имена је . То је сложеница од именице која значи „господар“ и глагола који значи „мрштити се у гневу“, те се тумачи као „он је онај који се мршти као господар“ или „онај који се љути на племенит начин.“ Његов глиф имена, приказан у горњем левом углу слике из Кодекс Мендозе испод, састављен је од дијадеме (xiuhuitzolli).

### Краљевски број
Астеци нису користили краљевске бројеве; број је ретроактивно придодат од стране историчара да би се лакше разликовао од првог Монтезуме, названог Монтезума . Астечке хронике су га звале Мотецухзома Ксоцојоцин, док се први звао Мотецухзома Илхуикамина или Хуехуемотецухзома („Стари Монтезума“). Ксоцојоцин значи „почасни млади“ (од „коцојотл“ [млађи син] + суфикс „-цин“ који се додаје именицама или личним именима када се о њима говори са поштовањем.)

## Први контакт са Шпанцима
Монтезума се први пут сусрео с европским досељеницима 1517. године, кад је експедиција Хуана де Грихалве доспела на источну обалу астечког царства. Монтезума је наредио да се будући доласци странаца помно прате.
Монтезума је био информисан о доласку Кортеса, па је послао своје делегате да поздраве странце. Кортез се удружио с народом Тлашкалтека, који су били непријатељи астечког царства и заједно су подизали устанке против астечке владавине. Монтезума је тога био свестан, а Шпанцима је слао дарове (према једној верзији зато што се бојао Шпанаца, а према другој зато што је у астечкој култури то био начин показивања супериорности).